# Frederic C. Howe

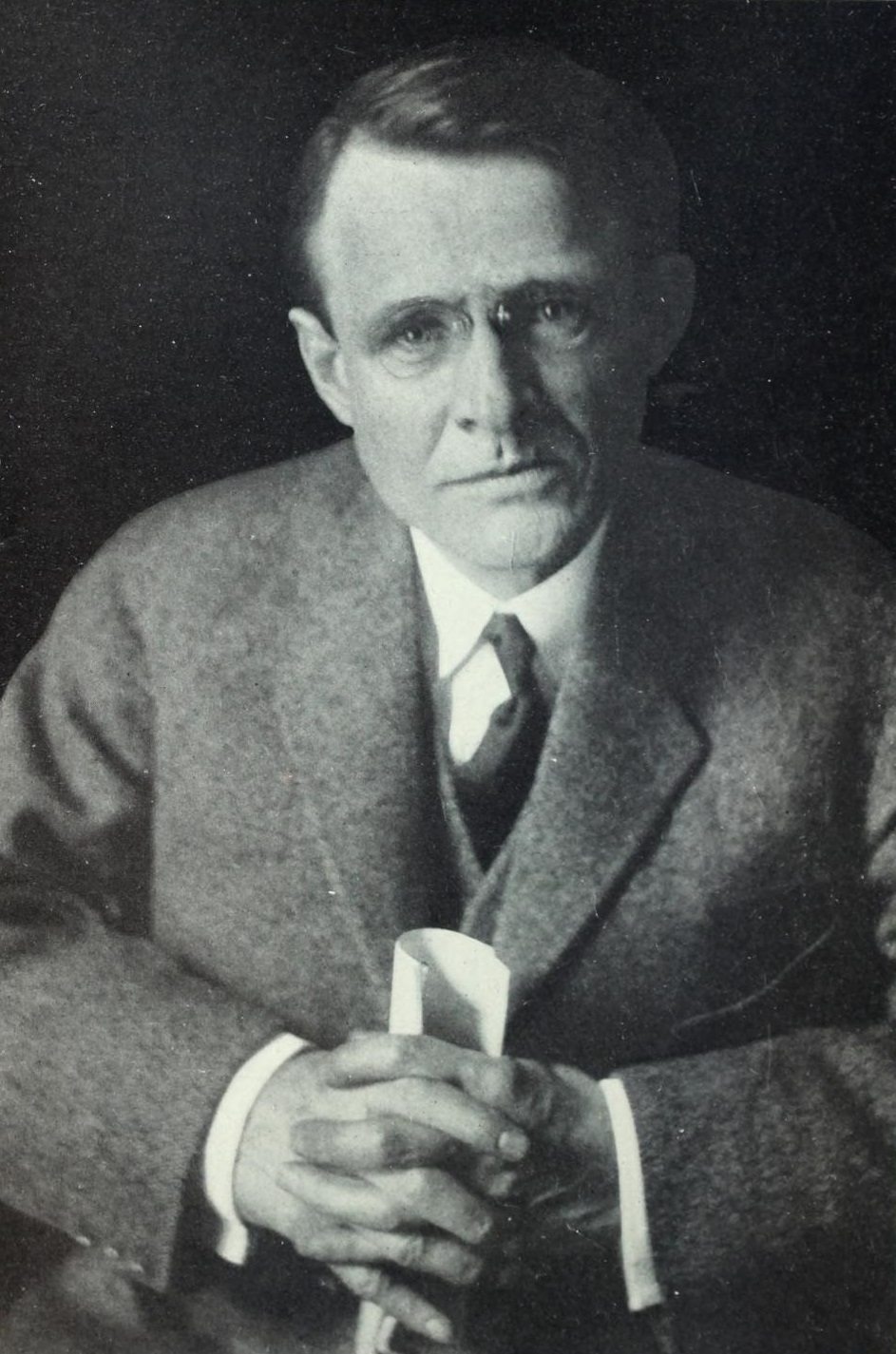
Frederic C. Howe, Porträt in einer Veröffentlichung aus dem Jahr 1912

Frederic Clemson Howe (* 21. November 1867 in Meadville, Pennsylvania; † 3. August 1940 in Oak Bluffs (Martha’s Vineyard, Massachusetts)) war ein US-amerikanischer Fachanwalt für Steuerrecht, Politiker, Politikberater, Publizist und Reformer.

## Leben
Howe wurde als Sohn des Möbelherstellers Andrew Jackson Howe und seiner Frau Jane Clemson in einem methodistisch und quäkerisch geprägten Milieu geboren. Schon als Kind strebte er den Beruf des Journalisten an. Das Allegheny College seiner Heimatstadt Meadville verließ er 1889 mit dem Bachelor-Abschluss. 1892 promovierte Howe mit der Dissertation History of the Internal Revenue System („Geschichte des Bundessteuersystems“) an der Johns Hopkins University zum Ph.D., nachdem er dort und für eine kurze Zeit auch an der Universität Halle in Deutschland studiert hatte. Als er sodann mit dem Vorhaben scheiterte, einen Posten bei einer Zeitung zu finden, begann er an der New York Law School Rechtswissenschaft zu studieren. Ein Jahr später wurde er secretary der Pennsylvania Tax Commission (Steuerbehörde des Staates Pennsylvania).
1894 zog Howe nach Cleveland (Ohio), wo er in der Kanzlei der Rechtsanwälte Harry Garfield und James R. Garfield arbeitete, den Söhnen des vormaligen US-Präsidenten James A. Garfield. Als Fachmann für Steuerfragen schrieb er dort bis 1896 das Werk Taxation and Taxes in the United States under the Internal Revenue System 1791–1895 („Besteuerung und Steuern in den Vereinigten Staaten unter dem Bundessteuersystem 1791–1895“). Parallel engagierte sich Howe in der Municipal Association, einer vom Progressivismus inspirierten, gemeinnützigen Organisation Clevelands. 1901 wurde Howe als Republikaner für zwei Jahre in den Stadtrat gewählt, wo er zum Beigeordneten (lieutenant) des demokratischen Bürgermeisters Tom L. Johnson avancierte. Als unabhängiger Kandidat bewarb er sich um eine Wiederwahl, verlor sie jedoch. 1904 heiratete Howe Marie H. Jenney (1870–1934), eine Pfarrerin einer Unitariergemeinde, später eine prominente Feministin; die Ehe blieb kinderlos.
Unter Johnsons Einfluss wandte Howe sich den Gedanken des Ökonomen Henry George (→ Georgismus) und den Reformfragen der Stadtentwicklung zu. Er begann damit, Städte in den USA und Europa zu untersuchen und eine Reihe von Büchern und Artikeln darüber zu schreiben. Das erste Buch war 1905 die Schrift The City: The Hope of Democracy. Im Interesse der Stadtentwicklung sprach er sich für eine umfassende stadtplanerische Betätigung der Städte aus und forderte den Aufbau von Infrastrukturen und Versorgungsunternehmen in öffentlicher Hand. In weiteren Veröffentlichungen zu diesem Thema untersuchte er den Städtebau, die kommunale Selbstverwaltung und die Haushalte von Großstädten des deutschen Kaiserreichs und verglich sie mit britischen und amerikanischen Pendants. Als vorbildlich beschrieb er 1913 im Werk European Cities at Work die Governance der aufstrebenden Stadt Düsseldorf unter dem Oberbürgermeister Wilhelm Marx. Das aus US-amerikanischer Perspektive weitreichende System der gemeinnützigen Planung, Daseinsvorsorge und öffentlichen Infrastrukturausstattung deutscher Großstädte charakterisierte Howe als „municipal socialism“ (Munizipalsozialismus), das des wilhelminischen Deutschen Reichs als „state socialism“ (Staatssozialismus).
Von 1906 bis 1908 war Howe Mitglied des Senats von Ohio, von 1909 bis 1910 Mitglied des Cleveland Board of Tax Assessors (Rat der Steuerschätzer der Stadt Cleveland).
Finanziell unabhängig geworden wandte sich Howe von der Rechtsanwaltstätigkeit ab und zog 1910 nach New York City. Für drei Jahre war er dort Direktor des People’s Institute, einer mit der Cooper Union verbundenen Einrichtung der Erwachsenenbildung, die sich mit einem Programm erzieherischer und kultureller Angebote insbesondere an Arbeiter und Einwanderer richtete und Teil des künstlerischen und politischen Lebens im Stadtteil Greenwich Village war. Über Howe und sein Institut vermittelt und vorbereitet bereiste der deutsche Stadtplaner und Publizist Werner Hegemann 1913 und 1916 die USA zu Vorträgen über Städtebau.

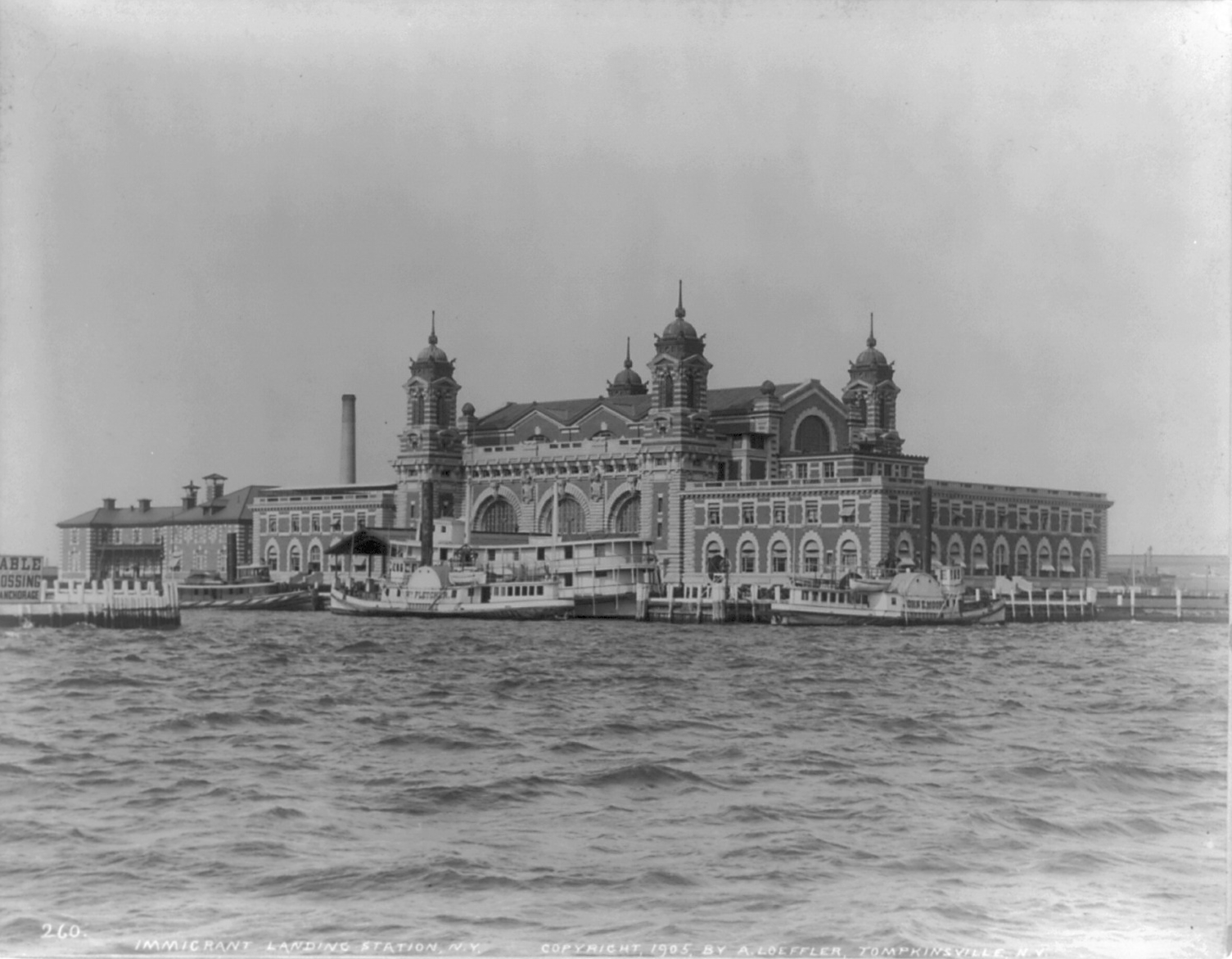
Gebäude der Einwanderungsbehörde von Ellis Island, 1905

1911 wurde Howe secretary der National Progressive Republican League, die die Präsidentschaftskandidatur von Robert M. La Follette senior unterstützte. 1912 veröffentlichte er in der Schrift Wisconsin: An Experiment in Democracy einen lobenden Bericht über La Follettes Wirken im Staat Wisconsin, was indes nicht verhinderte, dass La Follette bei seiner Kandidatur scheiterte, woraufhin Howe, der weder Theodore Roosevelt noch William Howard Taft mochte, Woodrow Wilson unterstützte. 1914 ernannte Wilson ihn zum Commissioner of Immigration (Chef der Einwanderungsbehörde) des Hafens von New York auf Ellis Island. In dieser Stellung bemühte sich Howe darum, die Behandlung der Einwanderer und ihren Schutz vor Ausbeutung zu verbessern.
Während der Präsidentschaft Wilsons (1913–1921) veränderten sich Howes politische Ansichten nach links. Den Ersten Weltkrieg hielt Howe für ökonomisch begründet und erklärte ihn als imperialistische Rivalität europäischer Mächte, angetrieben von ihren Oberschichten. Zusammen mit dem Sozialphilosophen John Dewey und dem George L. Record gründete er die Association for an Equitable Federal Income Tax („Gesellschaft für eine gerechte Bundes-Einkommensteuer“), die darauf zielte, die Vermögenden stärker zur Finanzierung des Militärhaushalts heranzuziehen. 1919 nahm Howe als Berater an der Pariser Friedenskonferenz teil. Hierbei war er von Wilson, dem er einen Betrug an seinen antiimperialistischen Idealen vorwarf, enttäuscht; den im Versailler Vertrag vorgesehenen Völkerbund bezeichnete er als eine internationale Sanktion zur Absicherung von Kriegseroberungen („an international sanction to make permanent the conquests of war“). Im gleichen Jahr legte er sein Amt als Commissioner of Immigration nieder, um nicht gezwungen zu sein, „feindliche Ausländer“, die in der angespannten politischen Atmosphäre der Nachkriegszeit als unerwünscht gebrandmarkt wurden, ausweisen zu müssen.
Danach wurde er executive director der Conference on Democratic Railroad Control, um den Plan von Glenn E. Plumb zu einer Vergemeinschaftung der privaten Eisenbahngesellschaften zu unterstützen. In der Schrift Denmark: A Cooperative Commonwealth hob er 1921 dänische Genossenschaftsmodelle als demokratische Alternative zum System der Lohnarbeit hervor. 1922 wirkte er an der Bildung der Conference for Progressive Political Action mit, deren Ziel es war, die Stimmen der Arbeiter und Farmer für die Wahlen zum Kongress der Vereinigten Staaten zu mobilisieren. Als diese Initiative 1924 dazu führte, die Progressive Party zu gründen, war Howe research assistant ihres Spitzenkandidaten Robert M. La Follette senior.
1925 publizierte Howe seine Autobiografie Confessions of a Reformer („Bekenntnisse eines Reformers“), worin er die Gesellschaft einer typischen US-amerikanischen Kleinstadt als eine komfortable kleine Welt beschrieb, republikanisch in der politischen Gesinnung, vorsichtig im Verhalten und methodistisch in der Religion („a comfortable little world, Republican in politics, careful in conduct, Methodist in religion“), sowie seine Bemühungen schilderte, ihre tradierten Werte und Vorurteile zu überwinden.
Nach 1924 verbrachte Howe die Winter auf Reisen in Europa; sommers betrieb er ab 1922 eine von ihm selbst so bezeichnete School of Opinion („Schule der Meinungsbildung“) auf Nantucket Island, wo er reformerisch gesinnte Intellektuelle und Akademiker zu zwanglosen Diskussionen versammelte.
1932 unterstützte Howe den demokratischen Präsidentschaftskandidaten Franklin D. Roosevelt. Im selben Jahr fand er Anerkennung als Berater der Agricultural Adjustment Administration (AAA), einer Einrichtung, die im Rahmen des New Deals geschaffen worden war. Bei deren Umorganisation im Jahr 1935 wurde Howe auf den Posten eines Beraters (special advisor) des Landwirtschaftsministers abgeschoben. 1937 wurde er Berater der Regierung der Philippinen für landwirtschaftliche Pacht- und Genossenschaftsfragen. Nach seiner Rückkehr in die Vereinigten Staaten wurde er expert consultant on agricultural commodities (Berater für landwirtschaftliche Handelswaren) des Temporary National Economic Committee, das Roosevelt 1938 gründen ließ, um das Problem der Monopole zu untersuchen.
Howe wurde in seiner Geburtsstadt Meadville (Pennsylvania) beerdigt.

## Veröffentlichungen
- Taxation and Taxes in the United States (1896)
- The City of Cleveland in Relation to the Street Railway Question (1897)
- The City: The Hope of Democracy (1905)
- Confessions of a Monopolist (1906)[5]
- The British City: The Beginnings of Democracy (1907)
- Privilege and Democracy in America (1910)
- City Building in Germany (1910)[6]
- Düsseldorf: A City of Tomorrow (1910)[7]
- A Way Toward the Model City (1910)[8]
- The German and the American City (1911)[9]
- Wisconsin: An Experiment in Democracy (1912)
- The City as an Socializing Agency: The Physical Basis of a City: The City Plan (1912)[10]
- European Cities at Work (1913)
- The Modern City and Its Problems (1914)
- Socialized Germany (1915)
- Why War (1916)
- The High Cost of Living (1917)
- The Land and the Soldier (1919)
- The Only Possible Peace (1919)
- Denmark: A Cooperative Commonwealth (1921)
- Revolution and Democracy (1921)
- The Confessions of a Reformer (1925)